# Viento Berg

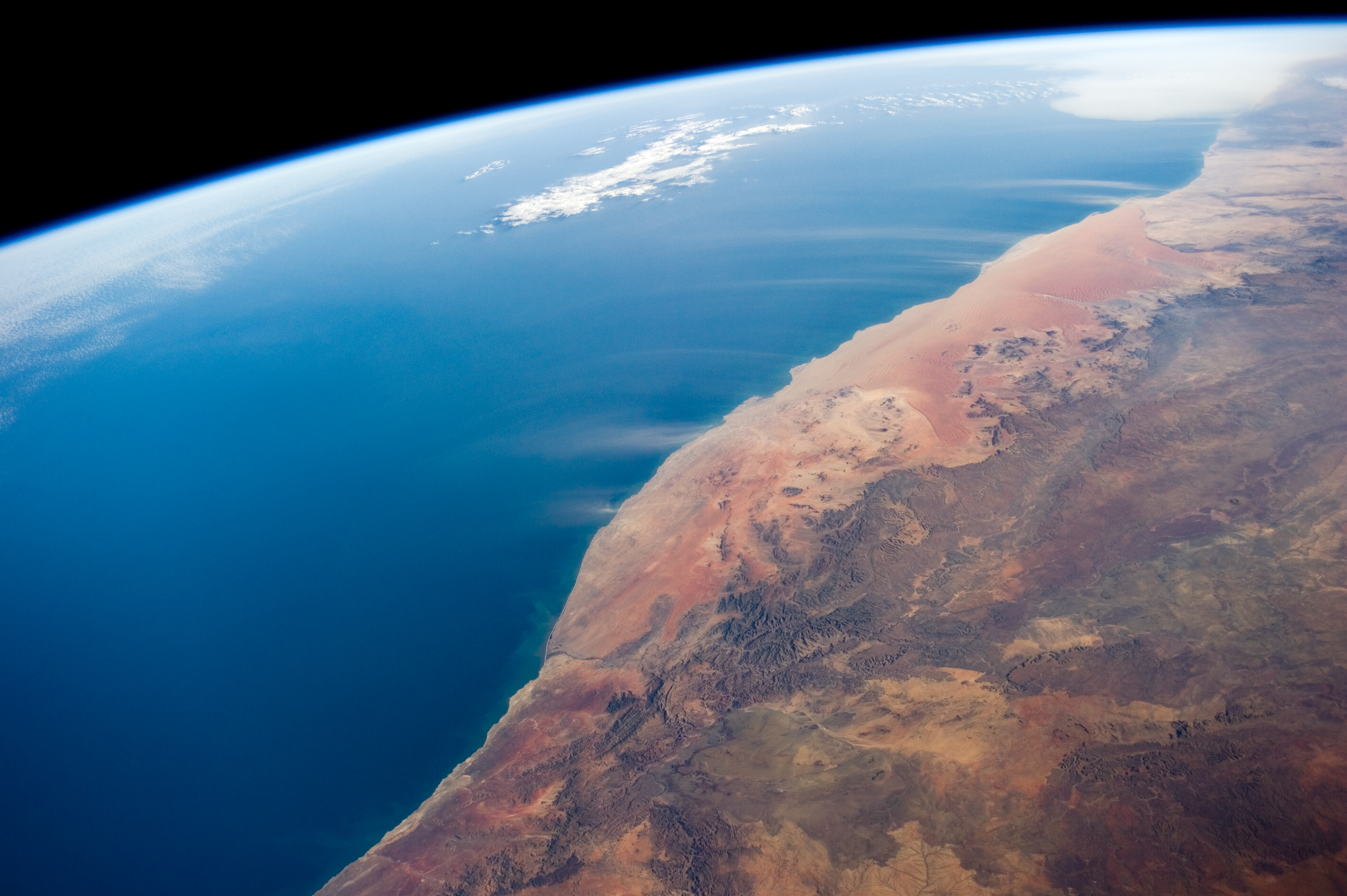
La imagen tomada por un miembro de la Expedición 40 de la Estación Espacial Internacional muestra columnas de polvo levantadas por vientos de montaña en el desierto de Namibia, que se dirigen hacia el océano Atlántico. Estos vientos son comunes en otoño e invierno en la costa sur de África. También se observa el gran mar de arena de Namibia y una columna de sedimentos del río Orange ingresando al mar.

El Viento Berg (esto es, "viento de la montaña") es el nombre sudafricano para un viento tipo foehn, un viento seco y caliente que sopla desde el interior montañoso hacia la costa. Varía desde un viento suave de alrededor de 10 km/h a ráfagas de hasta 100 km/h que causan daños estructurales. Es más fuerte en la porción occidental del continente.
Recibe su nombre por la cordillera montañosa Drakensberg, pues se mueve desde el interior a la costa y se ve atrapado y forzado bajo una capa más fresca de aire en el lado de sotavento de la cordillera.
Esto aparece en el invierno en Sudáfrica. Se necesita una célula de alta presión en tierra, una baja presión en la costa y que se aproxime un ciclón de media latitud. Los vientos soplan desde la alta presión del Kalahari a una baja litoral. Conforme el aire desciende se va calentando a un ritmo de 1 grado cada 100 metros.